# Mission: Impossible – Ghost Protocol
Mission: Impossible – Ghost Protocol (även känd som Mission: Impossible IV), går under kodnamnet "Aries", och är en amerikansk actionfilm från 2011. Det är den fjärde filmen baserad på spion-TV-serien Mission: Impossible och Tom Cruise spelar åter sin roll som IMF-agenten Ethan Hunt. Precis som de föregående filmerna i serien, behåller man inte regissören från den senaste filmen, J.J. Abrams, utan filmen kommer istället att regisseras av Brad Bird. Abrams kommer dock att producera filmen som exekutiv producent, tillsammans med Tom Cruise. Han kommer åter att skriva manuset, denna gång tillsammans med Andre Nemec och Josh Appelbaum, vilka han tidigare jobbat med på serien Alias. Filmen hade premiär i USA den 16 december 2011. I slutet av 2012 hamnade Mission: Impossible - Ghost Protocol på andra plats (under Project X - Hemmafesten) i listan över de mest nedladdade filmerna under året, med 8,5 miljoner nedladdningar.
Tom Cruise motspelare i filmen inkluderar bland andra nykomlingarna Jeremy Renner, Paula Patton, Josh Holloway och Michael Nyqvist, men även Simon Pegg som återvänder från den tredje filmen. 
Filmen hade biopremiär i Sverige den 27 januari 2012.

## Handling
Ethan Hunt (Tom Cruise) och hans team tar sig in i Kreml för att få tag på uppgifter om någon som kallas "Cobalt" som försöker få tag på ryska kärnvapenkoder som Trevor Hanaway (Josh Holloway) hade lyckats beslagta och sen blivit av med när han blev mördad av Sabine Moreau (Léa Seydoux). Uppdraget misslyckas och Kreml sprängs. IMF (Impossible Mission Force) blir sen misstänkt för att ligga bakom explosionen och Ethans team tvingas ingå "Ghost Protocol" – gå under jorden. Nu får Ethans team klara sig själva och måste försöka få tag på kärnvapenkoderna av Moreau på Burj Khalifa i Dubai innan Kurt Hendricks (Michael Nyqvist) får tag på dem och startar ett kärnvapenkrig.

## Rollista
- Tom Cruise som Ethan Hunt
- Jeremy Renner som William Brandt, en ny medlem i Ethans team
- Simon Pegg som Benjamin "Benji" Dunn, en IMF-tekniker som numera jobbar på fältet
- Paula Patton som Jane Carter, en ung IMF-agent och ny i Ethans team
- Michael Nyqvist som Kurt Hendricks, en svenskfödd rysk kärnvapenstrateg som är filmens främsta antagonist
- Vladimir Masjkov som Anatolij Sidorov, en hemlig rysk agent som är ute efter Ethan
- Josh Holloway som Trevor Hanaway, en IMF-agent som blir dödad under inledningen
- Anil Kapoor som Brij Nath, en rik indisk affärsman
- Léa Seydoux som Sabine Moreau, en fransk lönnmördare som är filmens främste kvinnliga antagonist
- Samuli Edelmann som Marius Wistrom, Hendricks högra hand
- Ivan Shvedoff som Leonid Lisenker, en polsk kärnvapenexpert som tvingas arbeta med Hendricks
- Pavel Kriz som Marek Stefanski, det var han som hade de ryska kärnvapenkoderna i början
- Miraj Grbic som Bogdan, en rysk fånge som befrias av Ethan
- Ivo Novák som en rysk agent
- Tom Wilkinson som IMF-chefen
- April Stewart som en svensk översättare
- Brian Caspe som en brittisk nyhetsankare
- Mike Dopud som en Kreml-vakt
- Ving Rhames som Luther Stickell, en f.d. medlem i Ethans team

## Produktion

### Filmandet
Inspelningarna av filmen startade den 30 september 2010, då bilder från inspelningen läckte ut på internet där Cruise sågs förklädd som en rysk officer. Filmanden spelades in i Dubai, Prag och Vancouver.